# Rhizocarpon lavatum
Rhizocarpon lavatum är en lavart som först beskrevs av Elias Fries, och fick sitt nu gällande namn av Hazsl. Rhizocarpon lavatum ingår i släktet Rhizocarpon och familjen Rhizocarpaceae.  Arten är reproducerande i Sverige. Inga underarter finns listade i Catalogue of Life.